# دیو رومن
دیو رومن نویسنده و هنرمند آمریکایی در زمینه وب‌کمیک و کمیک است.

## حرفه
رومن تحصیلات خود را در مدرسه هنرهای تجسمی نیویورک انجام داد.  او کار در زمینه طنز را به‌عنوان کارآموز در دی‌سی کمیکس آغاز کرد، سپس به‌مدت ۱۱ سال و تا زمان بسته شدن مجله نیکلودئون در سال ۲۰۰۹، به‌عنوان ویرایشگر طنز در آنجا مشغول به کار بود. 